# Houston (Écosse)
Pour les articles homonymes, voir Houston (homonymie).
Houston est une ville d'Écosse, située dans le council area et région de lieutenance du Renfrewshire.
Située dans la vallée du Strathgryfe, elle se trouve à une dizaine de kilomètres au nord-ouest de Paisley et à proximité immédiate du village de Crosslee.
Aujourd'hui, Houston est une ville-dortoir pour les villes de Paisley et Glasgow. 

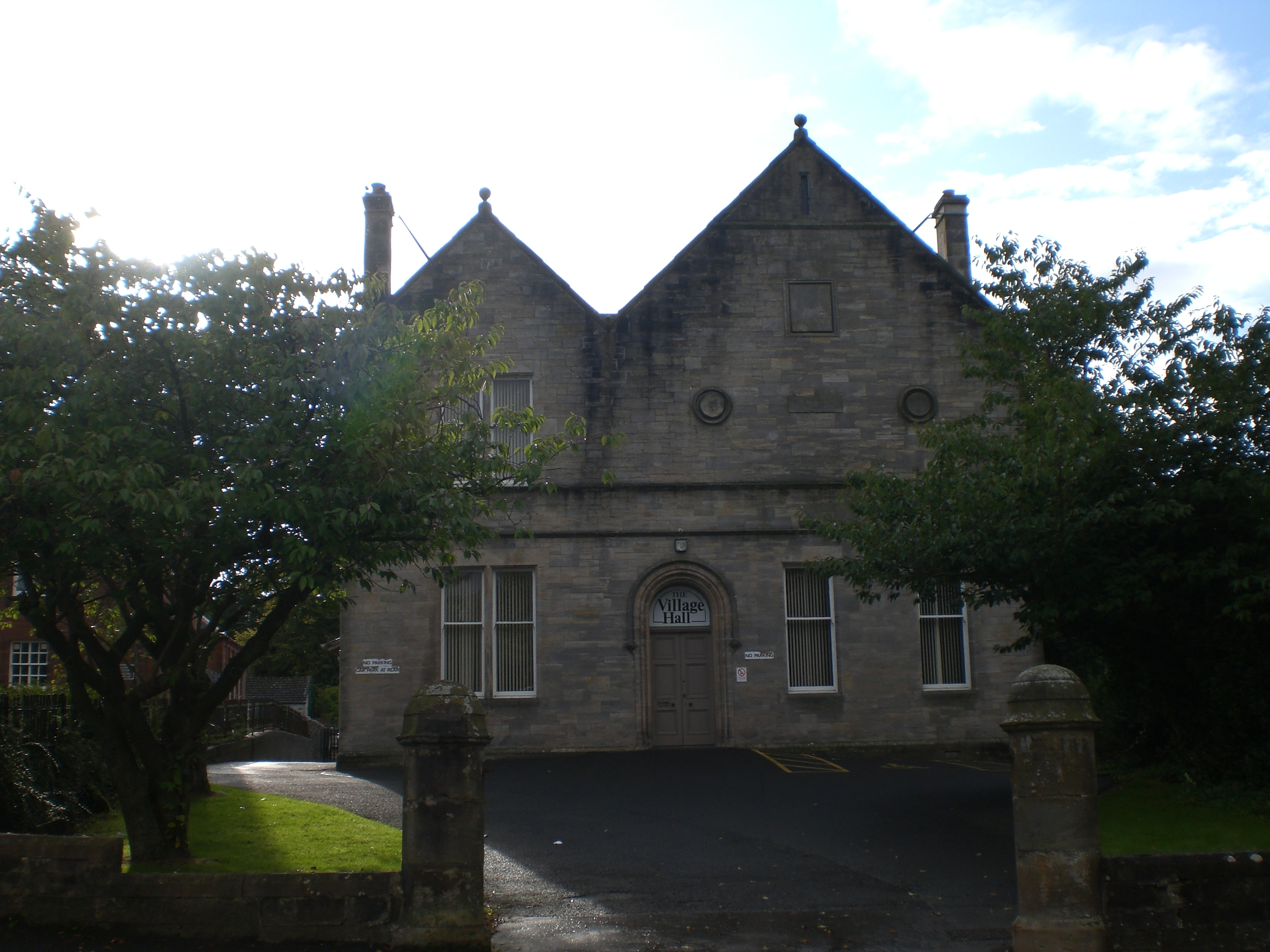
Village Hall, équivalent à une mairie.
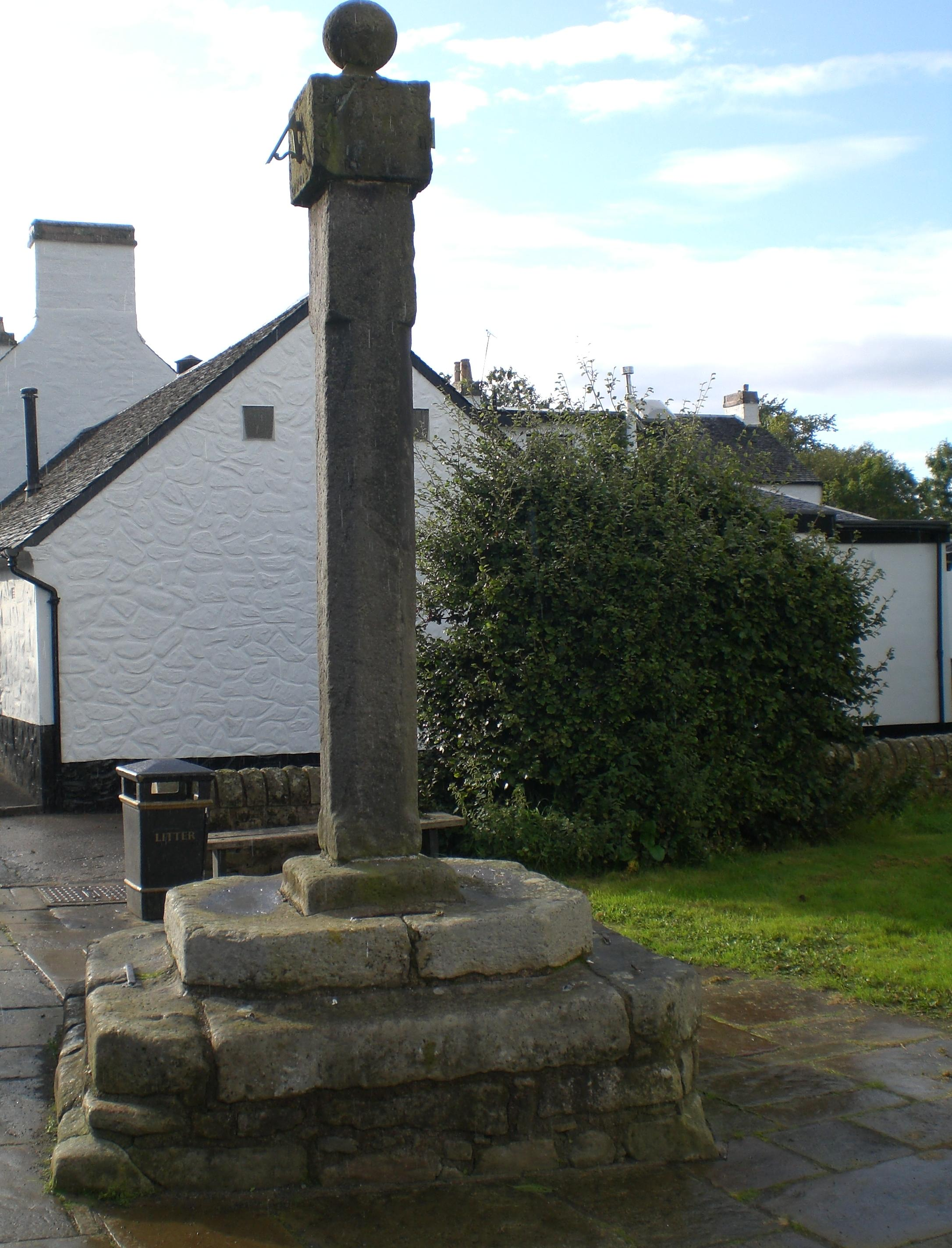
Market cross de la ville.
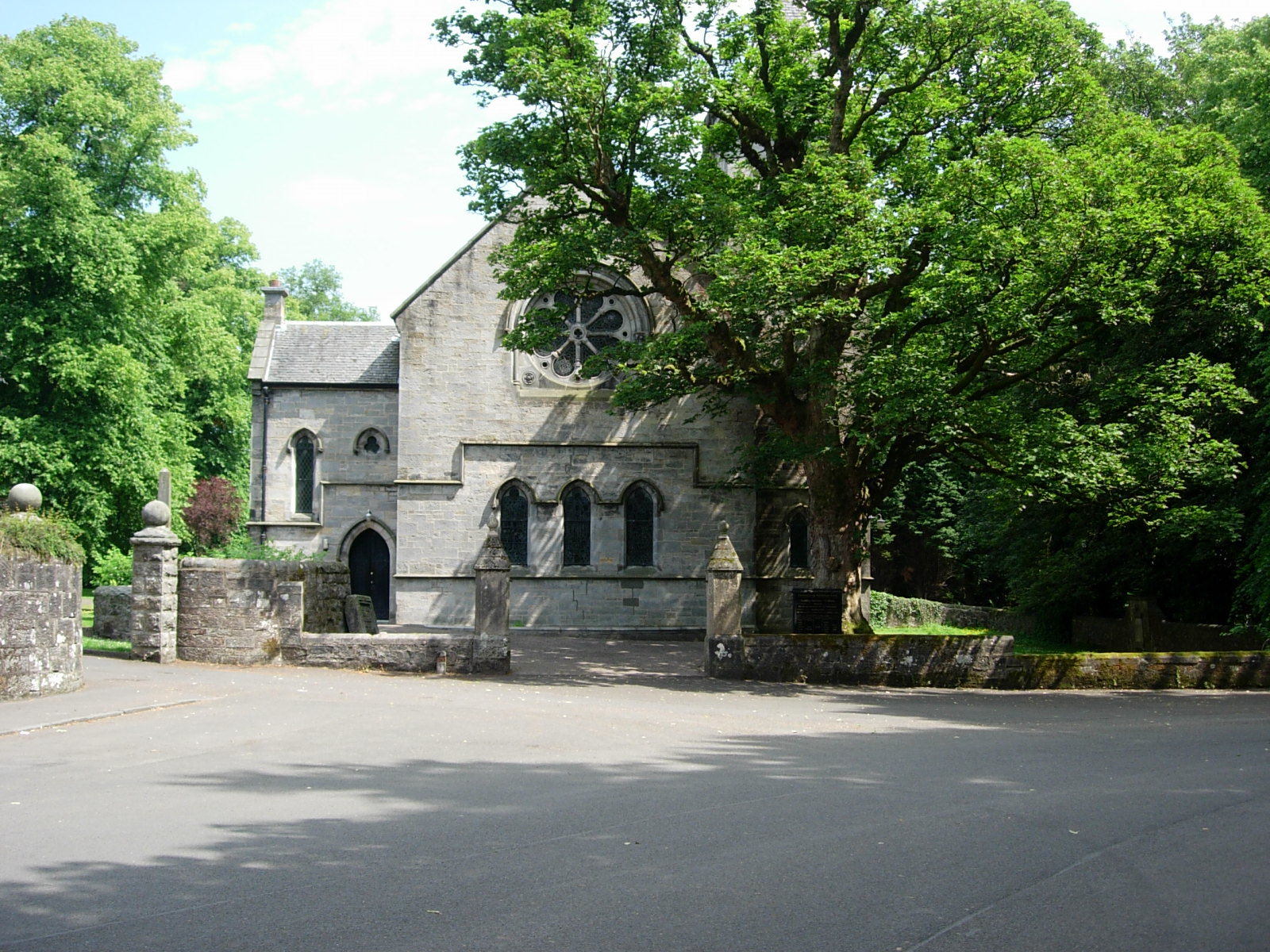
L'église de la ville.